# Alchemilla canifolia
Alchemilla canifolia es una especie de planta del género Alchemilla, perteneciente a la familia Rosaceae.

## Taxonomía
Alchemilla canifolia fue descrita por S. E. Fröhner en 2005.

## Distribución
Se encuentra en el territorio de Austria.